# Broken (Sonata Arctica)
A Broken címet kapta a Sonata Arctica együttes ötödik kislemeze, amelyet szokás szerint a Spinefarm Records-nál jelentettek meg.

## Számlista
(mindegyik dalt Tony Kakko írta)
1. „Broken” (rövidített verzió)
2. „Broken” (album verzió)
3. „Dream Thieves”
4. „The Gun”

## Közreműködők
- Tony Kakko – ének, billentyűsök
- Jani Liimatainen – gitár
- Tommy Portimo – dob
- Marko Paasikoski – basszusgitár
- Mikko Härkin – szintetizátorszóló a „The Gun”-ban
- Ahti Kortelainen – a stúdiómunkálatok vezetője
- Mikko Karmila és Mika Jussila – utómunkálatok a Finnvox Stúdióban